# Tomopaguropsis problematica
Tomopaguropsis problematica är en kräftdjursart som först beskrevs av Alphonse Milne-Edwards och Eugène Louis Bouvier 1893.  Tomopaguropsis problematica ingår i släktet Tomopaguropsis och familjen eremitkräftor. Inga underarter finns listade i Catalogue of Life.